# Cahiers internationaux de sociologie
Interdisciplinaires, les Cahiers internationaux de sociologie (CIS) rassemblaient chaque semestre l'ensemble des informations susceptibles d'éclairer, sur les nouvelles orientations de la théorie et de la pratique sociologiques, tous ceux qui, à  des titres divers, se consacrent à l'analyse de la réalité sociale.
Les Cahiers ont été fondés par Georges Gurvitch en 1946, et ont cessé de paraître en 2011, le dernier volume publié étant le n° 128-129 consacré à "Ce qu'évaluer voudrait dire". Ils étaient publiés avec l'aide du CNRS et de l'EHESS.

## Dirigeants
- Directeurs : Georges Balandier et Michel Wieviorka
- Secrétaire général : Jean-Michel Berthelot